# 지평군
| Daedongyeojido (Gyujanggak) 13-04.jpg | Daedongyeojido (Gyujanggak) 13-03.jpg |
| Daedongyeojido (Gyujanggak) 14-05.jpg | Daedongyeojido (Gyujanggak) 14-04.jpg |

지평군(砥平郡)은 과거 경기도의 동북부에 위치한 행정구역이었다. 1908년 행정구역 개편으로 양근군과 합쳐져 양평군으로 개편되었다. 현재의 양평군 동부 지역인 용문면·지평면·양동면·청운면·단월면 일대에 해당한다. 당시 군의 중심지는 오늘날의 지평면이었다.

## 지명 유래
지평 유래는 이곳이 남한강 유역의 비교적 낮고 넓은 들을 차지하고 칼과 낫 농기구를 갈 수 있는 숫돌이 많이 생산이 데서 나온 것이다. 따라서 숫돌 지((砥)넓은 뜰 숫돌   같이 평평한 평(平) 뜰이 있다 하여 지평이라 칭하였다 지평(砥平)

## 역사
삼국시대 초기에는 백제의 영토였다가, 고구려의 남하로 고구려에, 후에는 신라에 속했다.
- 삼국시대 지현현(砥峴縣)으로 칭하였다.
- 757년(신라 경덕왕 16년) 지평현(砥平縣)으로 개칭, 삭주군(朔州郡, 현 춘천시)의 영현(領縣)이 되었다.
- 1018년(고려 현종 9년) 광주목(廣州牧)의 속현으로 병합되었다.
- 1378년(고려 우왕 4년) 감무를 파견하였다.
- 1391년(고려 공양왕 3년) 감무를 둠으로써 독립했다.
- 1413년(조선 태종 13년) 현감을 두었다.
- 1895년(조선 고종 32년) 춘천부 지평군으로 개편되었다.[1]
- 1896년(건양 원년) 경기도 지평군으로 개편되었다.[2]
- 1908년(융희 2년) 양근군과 통합하여 양평군으로 개편되었다.[3] 당시 군내면(郡內面), 남면(南面), 상서면(上西面), 하서면(下西面), 하북면(下北面), 상북면(上北面), 상동면(上東面), 하동면(下東面)의 8개면을 관할했다.

## 특징
고려시대에 이곳의 야별초 출신들이 몽골군을 격파하는 데 큰 공을 세웠다고 하며, 조선시대에는 평구도(平丘道)에 속하는 전곡역(田谷驛)과 백동역(白冬驛)이 있어 원주를 거쳐 영남지방으로 가는 교통의 중심지가 되었다.